# Jiuquan Launch Area 4

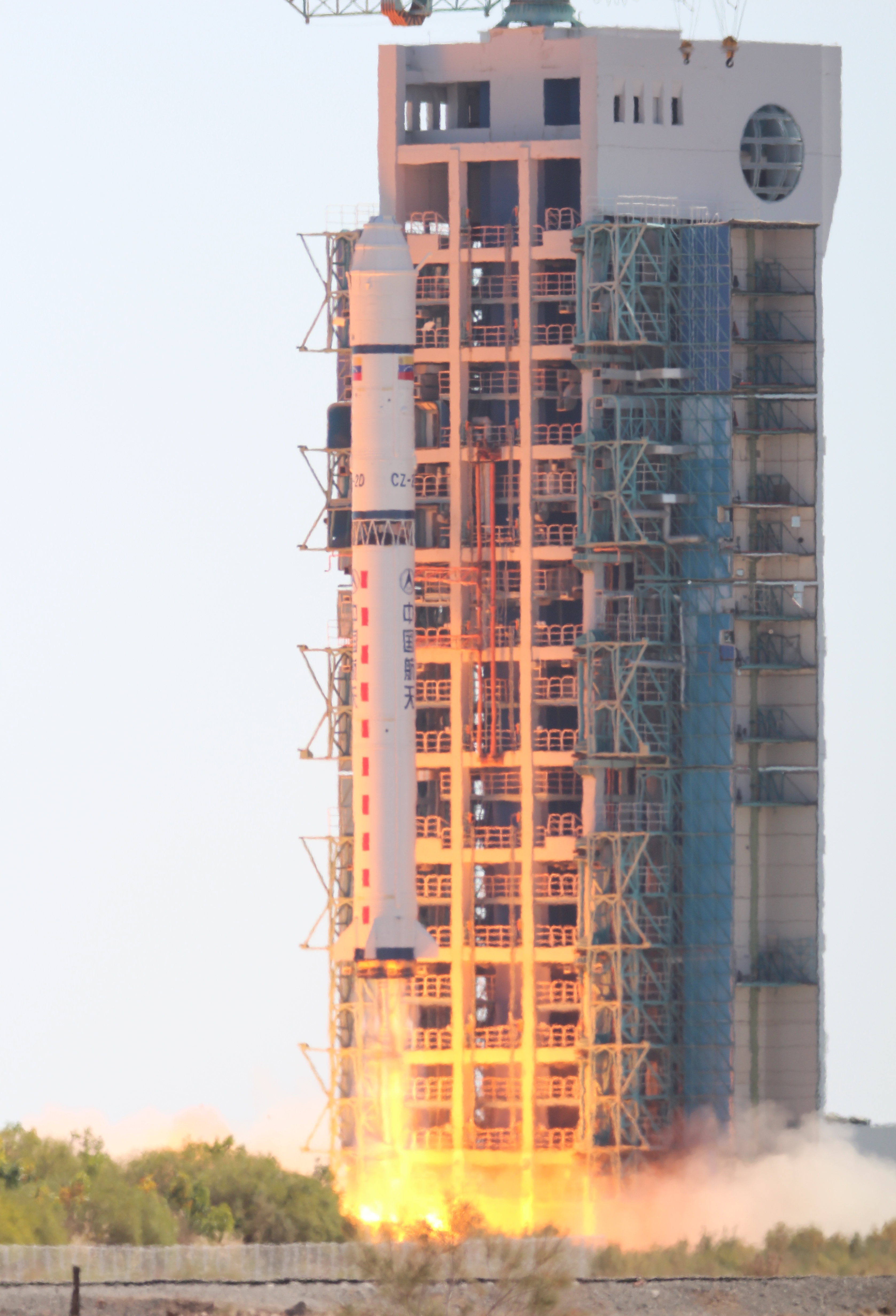
Longa Marcha 2D em 2012

Launch Area 4 (LA-4), também conhecida como South Launch Site ou SLS, e LC-43, é o único complexo de lançamento ativo do Longa Marcha no Centro de Lançamento de Satélite de Jiuquan. Consiste de duas plataformas de lançamento: SLS=1/921 e SLS-2/603. SLS-1 tem lançado todas as missões do programa Shenzhou, incluindo o primeiro voo tripulado chinês, Shenzhou 5. Desde que foi ativada em 1999, os foguetes Longa Marcha 2C, Longa Marcha 2D, Longa Marcha 2F, Longa Marcha 4C e Longa Marcha 11 foram lançados do LA-4.
A primeira nave lançada dessa área foi a Shenzhou 1, num Longa marcha 2F, em 19 de novembro de 1999. SLS-2 se tornou operacional em 2003, e desde então tem sido usado pela maioria dos voos não tripulados de Jiuquan. De março de 2010, vinte lançamentos foram feitos a partir do complexo. O lançamento mais recente ocorreu na SLS-2 no dia 5 de março de 2010, quando o Longa Marcha 4C fez seu primeiro voo carregando o satélite Yaogan 9. Os lançamentos do Longa Marcha 4 foram, anteriormente, somente feitos a partir do Centro de Lançamento de Taiyuan.